# Yom HaZikaron

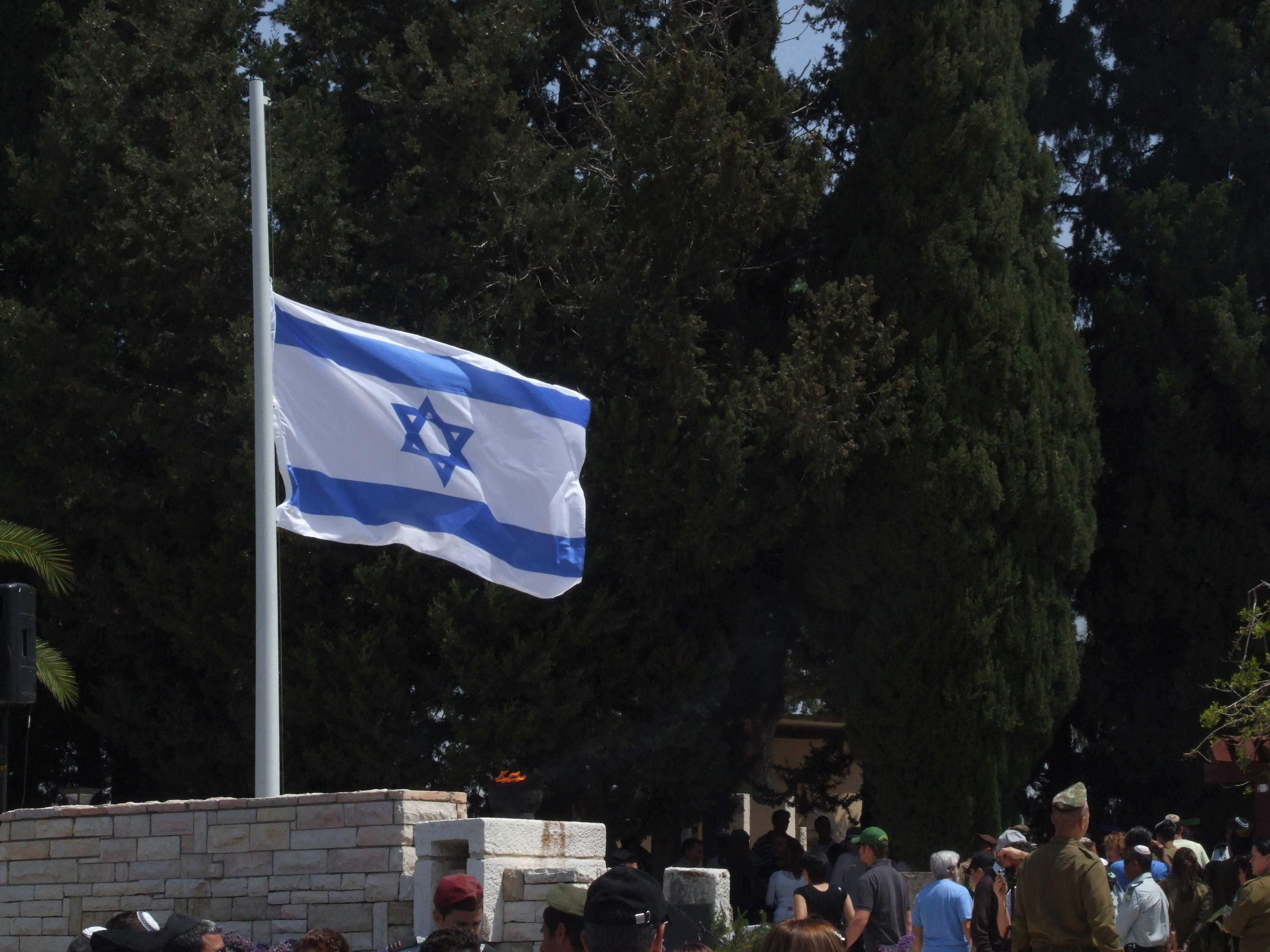
Bandeira de Israel a meio-mastro.

Yom HaZikaron (em hebraico: יוֹם הַזִּכָּרוֹן, lit. 'Dia da Memória'), na íntegra: (em hebraico: יוֹם הזִּכָּרוֹן לְחַלְלֵי מַעַרְכוֹת יִשְׂרָאֵל וּלְנִפְגְעֵי פְּעֻלּוֹת הָאֵיבָה, romaniz.:Yom HaZikaron LeHalelei Ma'arkhot Yisrael ul'Nifge'ei Pe'ulot HaEivah; lit. 'Dia da Memória dos Soldados Caídos nas Guerras de Israel e Vítimas de Ações Terroristas'), é o dia oficial da memória de Israel, promulgado em lei em 1963. O Yom HaZikaron é tradicionalmente dedicado aos soldados mortos, mas a comemoração também foi estendida às vítimas civis do terrorismo.
Yom Hazikaron é observado no dia 4 de iyar no calendário hebraico e precede a comemoração do dia da Independência de Israel, ou Yom Ha'atzma'ut, que ocorre no dia 5 de iyar.
Neste feriado relembra-se os veteranos e soldados mortos do Estado de Israel e das Forças de Defesa de Israel que tenham tombado no cumprimento de sua função, além de relembrar as vítimas israelenses de ataques terroristas em território israelense ou no exterior.
O dia inclui muitas cerimônias em honra aos soldados mortos, e soldados veteranos sempre estão sempre presentes.
Como, segundo o calendário hebraico, cada dia tem início ao anoitecer, o Yom Hazikaron se inicia com cerimônias às 20 horas após uma sirene de um minuto de duração, que é ouvida em todo o País. Durante o toque da sirene, os israelenses ficam em pé, em silêncio, em honra à memória daqueles que são recordados nesta data. Mesmo que estejam no trânsito, os motoristas param seus veículos nas ruas e estradas, colocando-se em pé em sinal de respeito.
Outra sirene, de dois minutos de duração, é soada por todo o país às 11 horas e 1 minuto da manhã seguinte, marcando a abertura oficial das cerimônias memoriais em todos os cemitérios do país em que haja soldados sepultados, que tenham tombado no cumprimento de seu dever.
O dia se encerra com uma especial cerimônia de transição entre Yom Hazikaron e Yom Ha'atzma'ut (esta última, uma data extremamente festiva) às 20 horas no Monte Herzl, na cidade de Jerusalém, com as bandeiras nacionais a meio-mastro.

## Yom Hazikaron no Calendário Gregoriano
- 2025: 30 de abril
- 2026: 21 de abril
- 2027: 11 de maio

## Outros feriados e eventos de Israel
| Data                              | Nome em português                        | Nome local                   | Datas possíveis (calendário gregoriano) |
| --------------------------------- | ---------------------------------------- | ---------------------------- | --------------------------------------- |
| 1 de tishrei                      | Ano Novo                                 | ראש השנה Rosh Hashaná        | Entre 6 de setembro e 5 de outubro      |
| 10 de tishrei                     | Dia do Perdão                            | יום כיפור Yom Kipur          | Entre 15 de setembro e 14 de outubro    |
| 15 de tishrei                     | Festa das Cabanas/Festa dos Tabernáculos | סוכות Sucot                  | Entre 20 de setembro e 19 de outubro    |
| 22 de tishrei                     | Reunião do Oitavo Dia                    | שמיני עצרת Shemini Atzeret   | Entre 27 de setembro e 26 de outubro    |
| 25 de kislev                      | Festival das Luzes (primeiro dia)        | חנכה Chanucá                 | Entre 27 de novembro e 26 de dezembro   |
| 14 de adar (15 em alguns lugares) | Lembrança da vitória de Ester            | פּוּרִים Purim                  | Entre 25 de fevereiro e 26 de março     |
| 15 de nissan                      | Páscoa (primeiro dia)                    | פסח Pessach                  | Entre 27 de março e 25 de abril         |
| 21 de nissan                      | Páscoa (sétimo e último dia)             | פסח Pessach                  | Entre 2 de abril e 1 de maio            |
| 27 de nissan                      | Dia da Lembrança do Holocausto           | יום השואה Yom HaShoá         | Entre 8 de abril e 7 de maio            |
| 5 de iar                          | Dia da Independência                     | יום העצמאות Yom Ha'atzma'ut  | Entre 16 de abril e 15 de maio          |
| 28 de iar                         | Dia de Jerusalém                         | יום ירושלים Yom Yerushalayim | Entre 9 de maio e 7 de junho            |
| 6 de sivan                        | Festa das Colheitas (Pentecostes)        | שבועות Shavuot               | Entre 16 de maio e 14 de junho          |